# Anaplecta humeralis
Anaplecta humeralis är en kackerlacksart som beskrevs av Hanitsch 1933. Anaplecta humeralis ingår i släktet Anaplecta och familjen småkackerlackor. Inga underarter finns listade i Catalogue of Life.